# Burma-vasút
A Burma-vasút két önálló vasútvonalat jelent Budapesten; a közkeletű elnevezésű „Kis-Burma” és „Nagy-Burma” összekötő vágányokat. Ezeken rendszeres személyszállítás nem folyt; a nagyobb forgalmú dél-pesti vasútállomások teherforgalmát vezették el egyfajta kerülőúton. A két vasútvonalból napjainkban (2022) az egyik már fizikailag nem létezik, elbontották (Kis-Burma) – míg a másik (Nagy-Burma) megvan, de hiányzó részei (szakaszok, kereszteződések) miatt évek óta nem járható.

## Elhelyezkedésük
A Kis-Burma a Ferencváros vasútállomás nyugati rendező kihúzójától indult el, majd a Nagykőrösi út mentén és Pesterzsébet – Soroksár határánál haladt Soroksár állomás felé, ahol a Budapest–Kelebia-vasútvonalba kapcsolódott. A Nagy-Burma kicsit délebbről, a Soroksár állomástól nem messze ágazott ki a 150-es vonalból, hogy aztán Soroksár, majd Pestszentlőrinc érintésével kapcsolódjon Szemeretelepnél a Budapest–Záhony-vasútvonalhoz (nagyjából a Budapest Liszt Ferenc nemzetközi repülőtér vonalában). Mára a Kis-Burma szinte teljesen eltűnt, csak a helyén lévő utak vonalvezetése (Nagykőrösi út – Radnó utca – Vasút sor – Alsó Határ út) árulkodik az egykori nyomvonaláról. A Nagy-Burma nagyrészt még megvan, de csak a pestszentlőrinci szakasza járható be, a többi helyen a természet foglalta vissza a síneket, vagy felújítás keretében megszüntették az átjárhatóságát, ahogy ezt először a Pestszentimre-felső állomásnál a Budapest–Kecskemét-vasútvonal vonal felújításakor, majd pedig a közelmúltban az Üllői út kereszteződésében megszüntetett vágányátszelés is mutatja.

## Kis-Burma
Ferencváros – Soroksár állomások között a Nagykőrösi út – Radnó utca – Vasút sor – Alsó Határ út útvonalon haladt.

### Története
Építésére a Magyar Királyi Államvasutak 1918-ban kötött szerződést. A Pesterzsébet és Kispest határán húzódó vonal használatát 1983. július 10-én, a 13-as és 51-es villamos forgalmával együtt állították le. A Nagykőrösi úttal párhuzamos villamospálya és a Kis-Burma nevű összekötő vágány helyén 1984-re készült el az M5-ös autópálya fővárosi bevezető szakasza. Ekkor a Soroksártól a Jahn Ferenc (Dél-Pesti) kórházig tartó szakaszt iparvágányként meghagyták egy építőanyag-telep kiszolgálásához. A forgalom rajta 1996-ig zajlott.
2001-ben a 150-es vonal felújításakor a soroksári végét is felszedték a pályának. A helyére kihúzóvágányt építettek. A pálya megmaradt részeit 2006 tavaszán bontották el.

### Tervek
Tervben volt, hogy a Soroksár és Kőbánya-Kispest állomásokat közvetlenül, Ferencváros megkerülésével kötik össze. Ekkor a megmaradt vágányokat a dél-pesti kórháztól folytatták volna Kispest állomásig. Ez a vonal az M5 autópálya alatt a Gyáli úti piacnál lévő felüljárót használva haladt volna át.

## Nagy-Burma

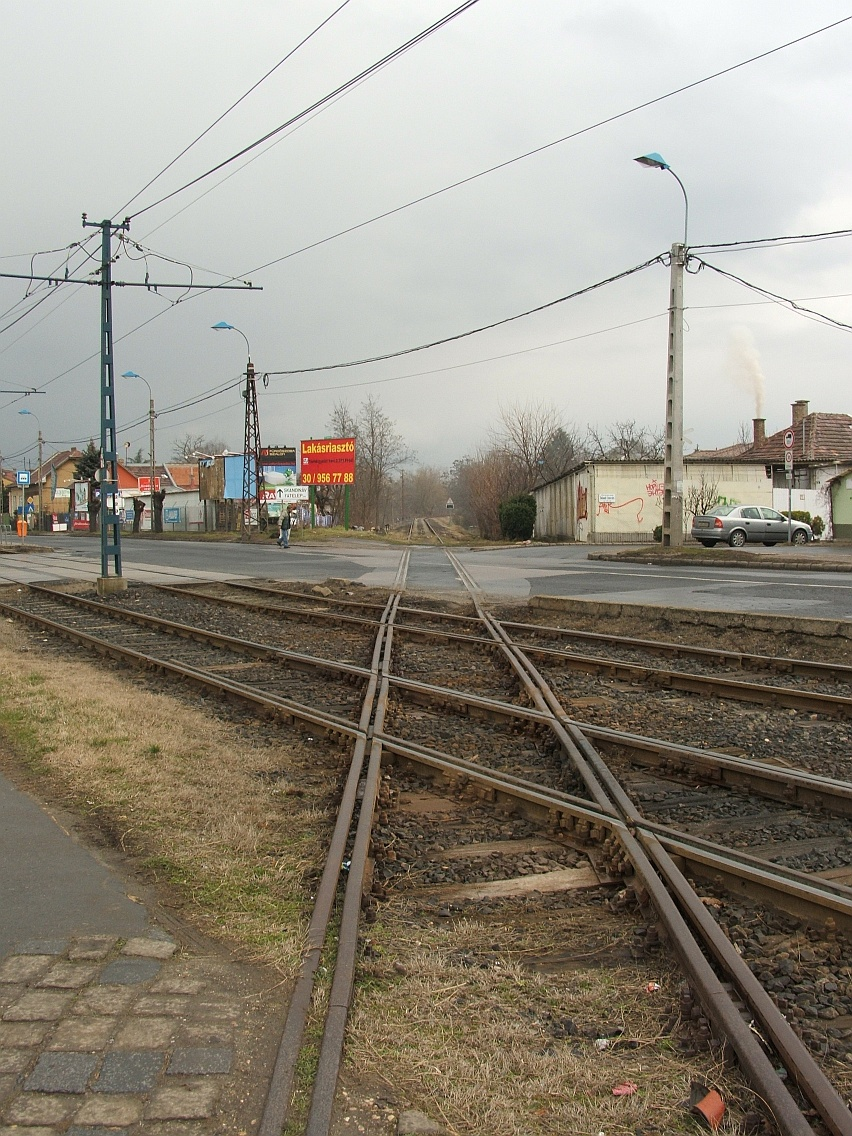
A Nagy Burma-vasút keresztezi az 50-es villamos vonalát az Üllői út mellett. 2019 novemberében a vágányátszelést kibontották a villamospályából

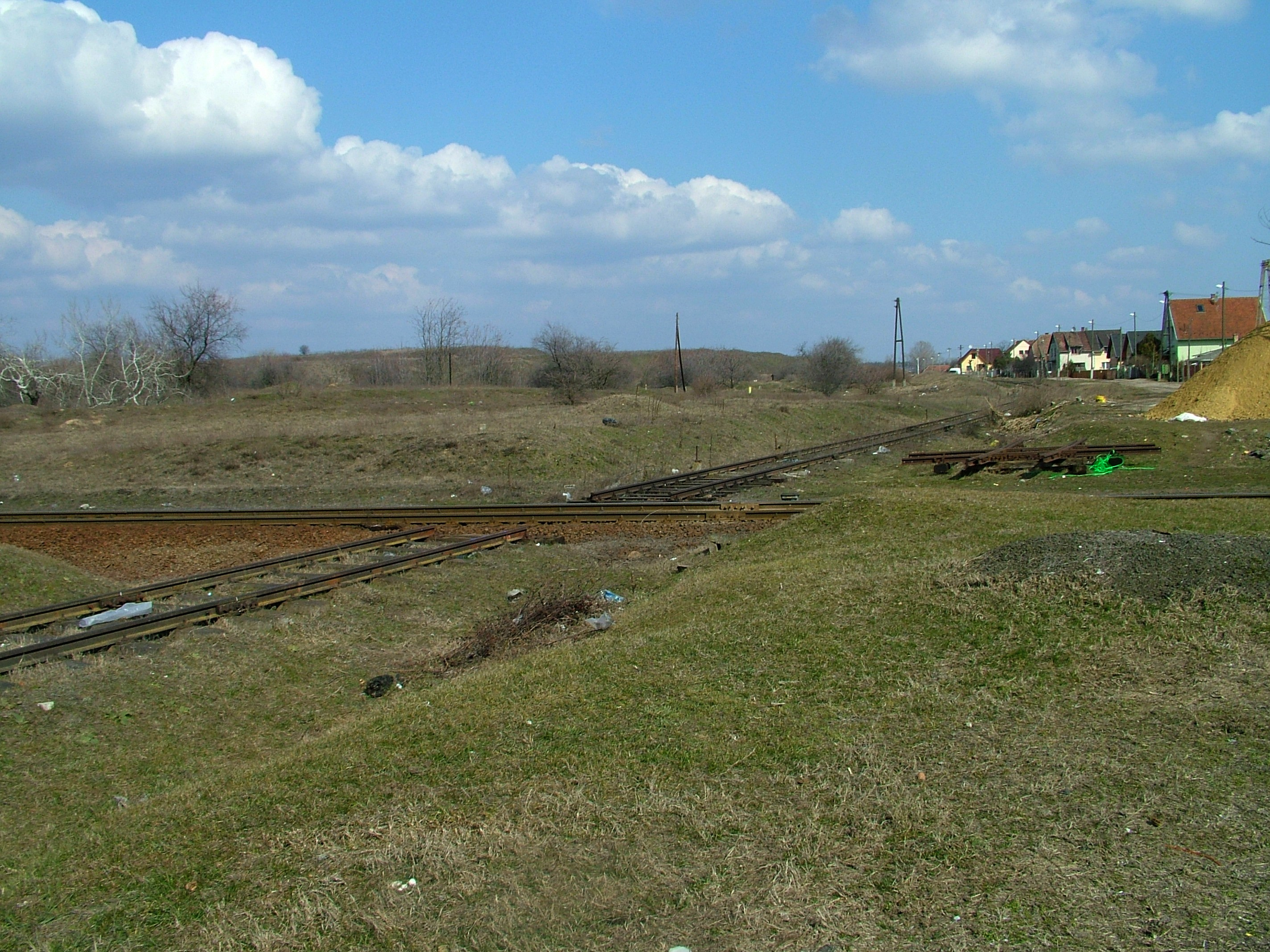
A Nagy Burma-vasút és a egykori keresztezése, a pályából itt már évtizedekkel ezelőtt kibontott átszeléssel

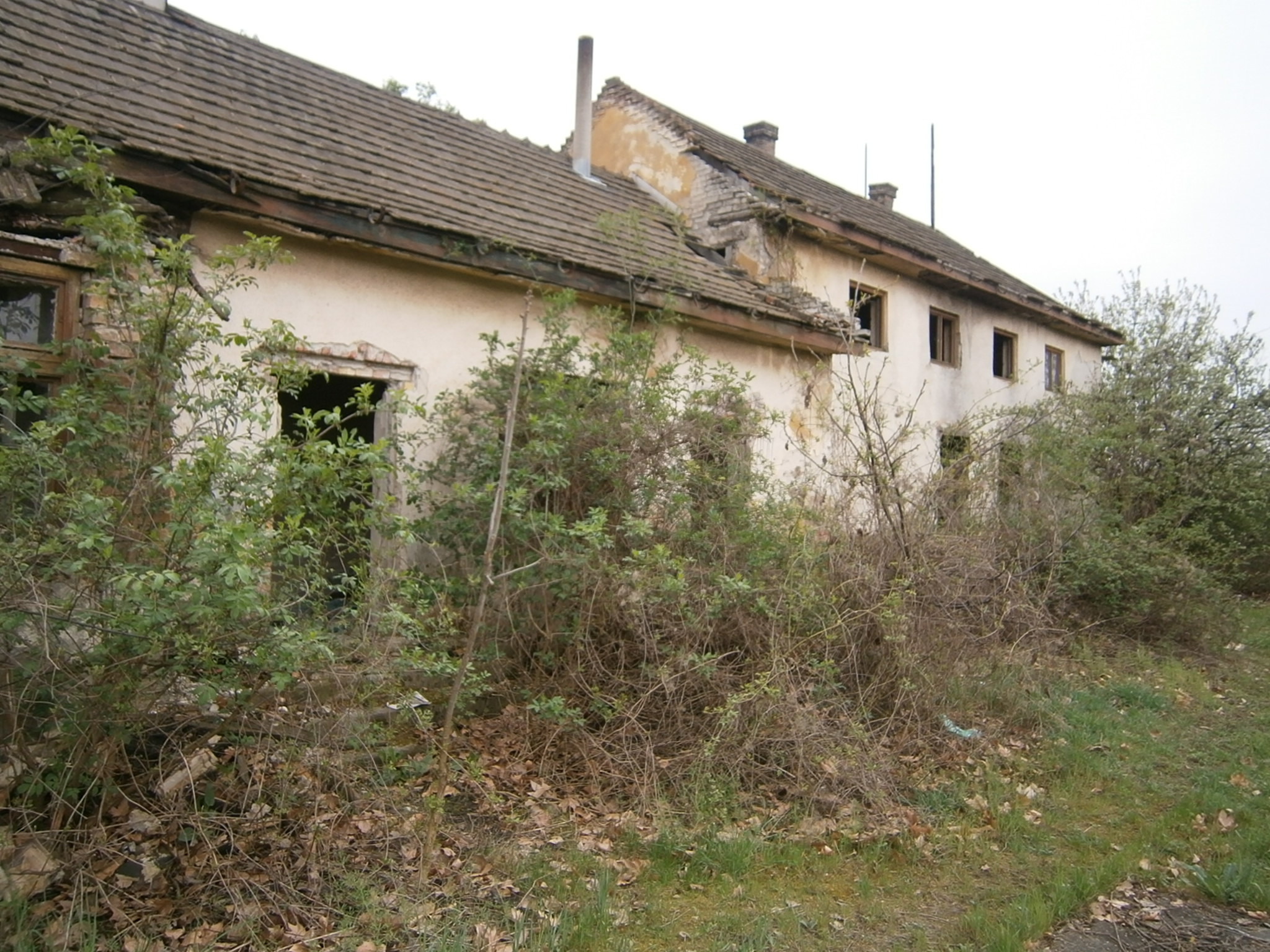
Pestszentlőrinc kavicsbánya elhagyatott állomásépülete, amit azóta el is bontottak

Dél-Pestet átszelve a Szemeretelep mh. – Pestszentimre-felső – Soroksár állomások között a következő útvonalon halad:

Pestszentlőrinc kavicsbánya (megszűnt teherállomás) – Vág utca – Körös utca – Kettős-Körös utca – Hunyadi János utca  – Vecsés út

### Története
1883-ban kezdték meg építeni a mai Budapest–Kelebia-vasútvonalat. Ehhez a munkához a kavicsot Lónyay Menyhért birtokáról, a mai Szemeretelep állomás melletti bányából szerezték be. Ennek elszállításához épült a tíz kilométer hosszú „Nagy-Burma” vasútvonal 1882-ben, ami eredetileg delta vágánnyal kapcsolódott a soroksári állomás déli végéhez.
A vonal szerepet kapott 1919-es román megszálláskor; a hadizsákmányként összegyűjtött vasúti járműveket ezen az úton szállították el Romániába.
A második világháború idején a bombázások elől a Nagy-Burma fákkal takart részeire menekítettek sok vasúti járművet.
2001-ben a 150-es vonal felújításakor a (Soroksár és Ferencváros közötti szakasz felbontása idején) a Soroksártól a 142-es vonalig tartó szakasza 40 km/h sebességre engedélyezve terelőútként üzemelt. Jelenleg a pálya ezen része is járhatatlan az M5 felüljáró alatti sínlopás miatt.
Pestszentlőrincen az ÉPGÉP Emelőgépgyár (a rendszerváltást követően: ATCO) telepére 2007-ig zajlott a teherforgalom.
2021-ben az Országgyűlés törölte a vasútvonalak közül. Az indoklás szerint a Dél-pesti zöldfolyosó és kerékpárút projekt megvalósíthatósága érdekében szükséges a felhagyott vasúti mellékvonal, mint „egyéb országos törzshálózati vasúti pálya” jelölés törlése az Országos Területrendezési Tervből és a Budapesti Agglomeráció Területrendezési Tervéből. Az évtizedek óta használaton kívüli Nagy-Burma vasútvonalat szinte teljesen visszahódította a természet. A bozótos növényzet akadálytalan burjánzása folytán spontán zöldfolyosóvá alakult. A szakasz jelentős részén hiányos a vasúti pálya. A síneket ellopták és szórványosan a betonaljak is hiányoznak. A kormányzati megvalósításban, a Klíma- és Természetvédelmi Akciótervvel összhangban tervezett Budapesti és városkörnyéki zöldfelület-fejlesztési program egyik eleme, a Dél-pesti zöldfolyosó és kerékpárút projekt a korábbi mellékvonal területének igénybevételével hozna létre rekreációs helyszínt a külső kerületek és egész Dél-Pest lakossága számára.

### Tervek
A Nagy-Burma környékének rendezéséről több terv is készült. Az alábbi, folyamatban lévő terveket a környékbeliek erősen ellenzik, ezért megvalósulásuk kétséges.
- A vasútvonal helyén az M0-hoz kapcsolódó Külső Keleti Körutat tervezték megépíteni, de ez végül nem valósult meg.
- A „szeméttelep” területére tervezett szennyvíziszap-feldolgozóhoz elképzelhető a vasútvonal felújítása. (A csepeli szennyvíztisztítóhoz kapcsolódó beruházás.)
- A legújabb tervek szerint 2019-re a használaton kívüli vasút nyomvonalán kerékpárút épülhet összekötve Szemeretelepet Soroksárral. 2021-es hírek szerint az érintett kerületek elkülönítettek rá EU-s pénzeket.[6]